# Port lotniczy León-Fanor Urroz
Port lotniczy León-Fanor Urroz (ang. León (Fanor Urroz) Airport, ICAO: MNLN) – port lotniczy zlokalizowany w León, w Nikaragui.